# Ocotea raimondii
Ocotea raimondii е вид растение от семейство Лаврови (Lauraceae). Видът е световно застрашен, със статут Уязвим.

## Разпространение
Разпространен е в Перу.